# Młynarzowa Przehyba

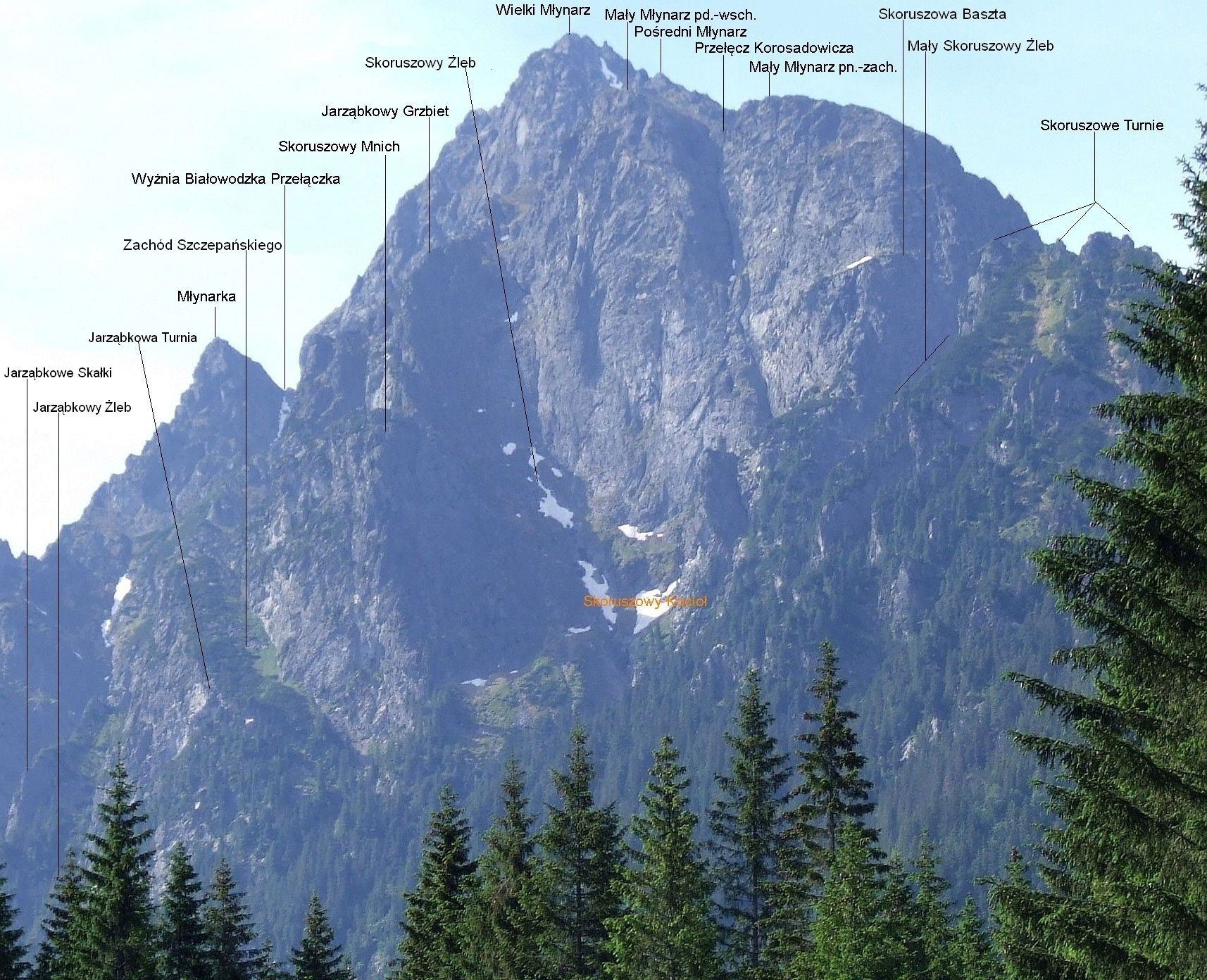
Widok z Doliny Białej Wody

 Młynarzowa Przehyba (słow. Priehyba pod Malým Mlynárom, ok. 1972 m) – prawie poziomy odcinek grani w masywie Młynarza w słowackich Tatrach Wysokich. Znajduje się w jego głównej grani w odległości około 40 m na południe od  głównego wierzchołka Małego Młynarza. Młynarzowa Przehyba jest częściowo kamienista, częściowo trawiasta. Na zachód opada z niej niezbyt stromy stok, górą trawiasty, dołem miejscami porośnięty kosodrzewiną. Na południowo-wschodnią stronę opada bardziej stroma, trawiasta depresja, która wkrótce zmienia kierunek na północno-wschodni. Depresja ta stanowi najwyższą część wielkiego Skoruszowego Żlebu. Około 20 m od miejsca, w którym depresja zmienia kierunek, po jej orograficznie prawej stronie, znajduje się Wyżnie Jarząbkowe Siodełko i najwyższa kulminacja Jarząbkowego Grzbietu.
Autorem nazwy Młynarzowej Przehyby jest Władysław Cywiński.

## Drogi wspinaczkowe
1. Zachodnim zboczem, z Doliny Żabiej Białczańskiej (na Młynarzową Przehybę); 0- w skali tatrzańskiej, czas przejścia 30 min,
2. Od wschodu, Skoruszowym Żlebem (na Młynarzową Przehybę); I, 2 godz.,
3. Północną granią z Młynarzowej Przehyby (przez Jarząbkowy Zwornik, Jarząbkową Przehybę, Młynarzowe Zęby, Młynarzowe Wrótka i Pośredniego Młynarza na szczyt Wielkiego Młynarza); 0+ w skali tatrzańskiej, czas przejścia 1 godz.)[2].

Masyw Młynarza jest zamknięty dla turystów i taterników (obszar ochrony ścisłej Tatrzańskiego Parku Narodowego).